# Sommer-Paralympics 2016/Teilnehmer (Chinese Taipei)
| stlisierte Goldmedaille | stlisierte Silbermedaille | stlisierte Bronzemedaille |
| ----------------------- | ------------------------- | ------------------------- |
| —                       | 1                         | 1                         |

Taiwan entsandte acht Athletinnen und fünf Athleten zu den Paralympischen Sommerspielen 2016 in Rio de Janeiro,  die in sechs Sportarten antraten. Fahnenträger für Taiwan bei der Eröffnungsfeier war der Powerlifter Lin Tzu-Hui.

## Medaillen

### Medaillenspiegel
| Rang   | Sportart     | Gold | Silber | Bronze | Gesamt |
| ------ | ------------ | ---- | ------ | ------ | ------ |
| 1      | Tischtennis  | 0    | 1      | 0      | 1      |
| 2      | Powerlifting | 0    | 0      | 1      | 1      |
| Gesamt | Gesamt       | 0    | 1      | 1      | 2      |

## Teilnehmer nach Sportart

### Bogenschießen
| Athleten                     | Wettbewerb   | Qualifikation | Qualifikation | 1. Runde | 1. Runde | Achtelfinale           | Achtelfinale  | Viertelfinale | Viertelfinale | Halbfinale    | Halbfinale    | Finale        | Finale        | Rang |
| Athleten                     | Wettbewerb   | Ringe         | Rang          | Gegner   | Ergebnis | Gegner                 | Ergebnis      | Gegner        | Ergebnis      | Gegner        | Ergebnis      | Gegner        | Ergebnis      | Rang |
| ---------------------------- | ------------ | ------------- | ------------- | -------- | -------- | ---------------------- | ------------- | ------------- | ------------- | ------------- | ------------- | ------------- | ------------- | ---- |
| Männer                       |              |               |               |          |          |                        |               |               |               |               |               |               |               |      |
| Tseng Lung Hui               | Recurve Open | 611           | 10            | M. Lukow | 6:0      | E. Bennett             | 4:6           | ausgeschieden | ausgeschieden | ausgeschieden | ausgeschieden | ausgeschieden | ausgeschieden | 9    |
| Frauen                       |              |               |               |          |          |                        |               |               |               |               |               |               |               |      |
| Lee Yun-Hsien                | Recurve Open | 550           | 21            | I. Melle | 5:6      | ausgeschieden          | ausgeschieden | ausgeschieden | ausgeschieden | ausgeschieden | ausgeschieden | ausgeschieden | ausgeschieden | 17   |
| Mixed                        |              |               |               |          |          |                        |               |               |               |               |               |               |               |      |
| Tseng Lung Hui Lee Yun-Hsien | Recurve Team | 1161          | 9             | —        | —        | Vereinigtes Königreich | 2:6           | ausgeschieden | ausgeschieden | ausgeschieden | ausgeschieden | ausgeschieden | ausgeschieden | 9    |

### Judo
| Athleten    | Wettbewerb       | 1. Runde  | 1. Runde | 1. Hoffnungsrunde | 1. Hoffnungsrunde | Viertelfinale     | Viertelfinale | 2. Hoffnungsrunde | 2. Hoffnungsrunde | Halbfinale    | Halbfinale    | Kampf um Gold/Bronze | Kampf um Gold/Bronze | Rang |
| Athleten    | Wettbewerb       | Gegner    | Erg.     | Gegner            | Erg.              | Gegner            | Erg.          | Gegner            | Erg.              | Gegner        | Erg.          | Gegner               | Erg.                 | Rang |
| ----------- | ---------------- | --------- | -------- | ----------------- | ----------------- | ----------------- | ------------- | ----------------- | ----------------- | ------------- | ------------- | -------------------- | -------------------- | ---- |
| Männer      |                  |           |          |                   |                   |                   |               |                   |                   |               |               |                      |                      |      |
| Chang Yu    | Klasse bis 60 kg | H. Borges | 0:102    | ausgeschieden     | ausgeschieden     | ausgeschieden     | ausgeschieden | ausgeschieden     | ausgeschieden     | ausgeschieden | ausgeschieden | ausgeschieden        | ausgeschieden        | 11   |
| Frauen      |                  |           |          |                   |                   |                   |               |                   |                   |               |               |                      |                      |      |
| Lee Kai Lin | Klasse bis 48 kg | —         | —        | —                 | —                 | P. Gomez Martinez | 100:0         | —                 | —                 | Li L.         | 01:0          | E. Tasin             | 002:010              | 5    |

### Leichtathletik
Laufen
| Athleten                             | Wettbewerb | Vorlauf | Vorlauf | Halbfinale    | Halbfinale    | Finale        | Finale        | Rang |
| Athleten                             | Wettbewerb | Zeit    | Rang    | Zeit          | Rang          | Zeit          | Rang          | Rang |
| ------------------------------------ | ---------- | ------- | ------- | ------------- | ------------- | ------------- | ------------- | ---- |
| Männer                               |            |         |         |               |               |               |               |      |
| Yang Chuan-Hui Guide: Huang Te-Tseng | 100 m T11  | 11,93 s | 4       | ausgeschieden | ausgeschieden | ausgeschieden | ausgeschieden | 13   |

Springen und Werfen
| Athleten       | Wettbewerb      | Finale  | Finale | Rang |
| Athleten       | Wettbewerb      | Weite   | Rang   | Rang |
| -------------- | --------------- | ------- | ------ | ---- |
| Männer         |                 |         |        |      |
| Yang Chuan-Hui | Weitsprung T11  | 6,12 m  | 4      | 4    |
| Frauen         |                 |         |        |      |
| Liu Ya-Ting    | Kugelstoßen F12 | 10,32 m | 10     | 10   |
| Liu Ya-Ting    | Speerwerfen F13 | 35,18 m | 5      | 5    |

### Powerlifting (Bankdrücken)
| Athleten     | Wettbewerb | Ergebnis | Rang   |
| ------------ | ---------- | -------- | ------ |
| Frauen       |            |          |        |
| Lin Ya-Hsuan | bis 61 kg  | 78 kg    | 7      |
| Lin Tzu-Hui  | bis 79 kg  | 131 kg   | Bronze |

### Rollstuhltennis
| Athleten   | Wettbewerb | 1. Runde | 1. Runde | 2. Runde      | 2. Runde | Achtelfinale  | Achtelfinale  | Viertelfinale | Viertelfinale | Halbfinale    | Halbfinale    | Finale / Platz 3 | Finale / Platz 3 | Rang |
| Athleten   | Wettbewerb | Gegner   | Ergebnis | Gegner        | Ergebnis | Gegner        | Ergebnis      | Gegner        | Ergebnis      | Gegner        | Ergebnis      | Gegner           | Ergebnis         | Rang |
| ---------- | ---------- | -------- | -------- | ------------- | -------- | ------------- | ------------- | ------------- | ------------- | ------------- | ------------- | ---------------- | ---------------- | ---- |
| Frauen     |            |          |          |               |          |               |               |               |               |               |               |                  |                  |      |
| Lu Chia-Yi | Einzel     | —        | —        | M. Cabrillana | 4:6, 3:6 | ausgeschieden | ausgeschieden | ausgeschieden | ausgeschieden | ausgeschieden | ausgeschieden | ausgeschieden    | ausgeschieden    | 17   |

### Tischtennis
| Athleten                     | Wettbewerb      | Gruppenphase       | Gruppenphase | Achtelfinale | Achtelfinale | Viertelfinale | Viertelfinale | Halbfinale    | Halbfinale    | Finale        | Finale        | Rang |
| Athleten                     | Wettbewerb      | Gegner             | Erg.         | Gegner       | Erg.         | Gegner        | Erg.          | Gegner        | Erg.          | Gegner        | Erg.          | Rang |
| ---------------------------- | --------------- | ------------------ | ------------ | ------------ | ------------ | ------------- | ------------- | ------------- | ------------- | ------------- | ------------- | ---- |
| Männer                       |                 |                    |              |              |              |               |               |               |               |               |               |      |
| Lin Yen-Hung                 | Einzel C5       | A. Öztürk          | 3:2          | C. Segatto   | 3:2          | Cao N.        | 0:3           | ausgeschieden | ausgeschieden | ausgeschieden | ausgeschieden | 5    |
| Lin Yen-Hung                 | Einzel C5       | H. Tolba           | 1:3          | C. Segatto   | 3:2          | Cao N.        | 0:3           | ausgeschieden | ausgeschieden | ausgeschieden | ausgeschieden | 5    |
| Cheng Ming-Chih              | Einzel C5       | M. Depergola       | 3:0          | —            | —            | T. Urhaug     | 1:3           | ausgeschieden | ausgeschieden | ausgeschieden | ausgeschieden | 5    |
| Cheng Ming-Chih              | Einzel C5       | M. Palikuca        | 1:3          | —            | —            | T. Urhaug     | 1:3           | ausgeschieden | ausgeschieden | ausgeschieden | ausgeschieden | 5    |
| Lin Yen-Hung Cheng Ming-Chih | Mannschaft C4-5 | —                  | —            | Argentinien  | 2:0          | Frankreich    | 2:0           | Türkei        | 2:0           | 1:2           | Südkorea      |      |
| Frauen                       |                 |                    |              |              |              |               |               |               |               |               |               |      |
| Lu Pi-Chu                    | Einzel C4       | Zhang M.           | 0:3          | —            | —            | ausgeschieden | ausgeschieden | ausgeschieden | ausgeschieden | ausgeschieden | ausgeschieden | 9    |
| Lu Pi-Chu                    | Einzel C4       | S. Gilroy          | 2:3          | —            | —            | ausgeschieden | ausgeschieden | ausgeschieden | ausgeschieden | ausgeschieden | ausgeschieden | 9    |
| Wei Mei-Hui                  | Einzel C5       | Gu Gai             | 0:3          | —            | —            | ausgeschieden | ausgeschieden | ausgeschieden | ausgeschieden | ausgeschieden | ausgeschieden | 9    |
| Wei Mei-Hui                  | Einzel C5       | F. Chinenye Obiora | 2:3          | —            | —            | ausgeschieden | ausgeschieden | ausgeschieden | ausgeschieden | ausgeschieden | ausgeschieden | 9    |
| Wei Mei-Hui Lu Pi-Chun       | Mannschaft C4-5 | —                  | —            | —            | —            | Serbien       | 0:2           | ausgeschieden | ausgeschieden | ausgeschieden | ausgeschieden | 5    |